# Carlo Dalmazio Minoretti
Carlo Dalmazio Minoretti (Cogliate San Dalmazio, 17 settembre 1861 – Genova, 13 marzo 1938) è stato un cardinale e arcivescovo cattolico italiano.

## Biografia
Nacque a Cogliate San Dalmazio il 17 settembre 1861, compì i propri studi al Seminario Maggiore di Milano e venne ordinato sacerdote il 22 dicembre 1884 nel Duomo di Milano per mano dell'allora arcivescovo Luigi Nazari di Calabiana.
Dedicatosi all'insegnamento, venne dapprima inquadrato nell'ordinario del Seminario di Monza (1890-1907) per poi passare a quello di Milano (1907-1909). Dal 1909 al 1915 esercitò il proprio ministero pastorale come Prevosto a Seregno diocesi di Milano.
Eletto vescovo di Crema il 6 dicembre 1915, ricevette la consacrazione episcopale dal cardinale arcivescovo di Milano Andrea Carlo Ferrari nella chiesa parrocchiale di Seregno, assistito da Pietro Andrea Viganò, vescovo titolare di Ezani, e da Giovanni Mauri, vescovo titolare di Famagosta e ausiliare di Milano.
Il 16 gennaio 1925 fu promosso arcivescovo di Genova. Durante l'episcopato genovese attese a una riorganizzazione dell'arcidiocesi, favorendo la centralità del ruolo delle parrocchie in un territorio che era invece ricco di presenze di ordini religiosi.
Papa Pio XI lo elevò al rango di cardinale nel concistoro del 16 dicembre 1929 del titolo di Sant'Eusebio. Venne quindi nominato membro della Sacra Congregazione Concistoriale per la disciplina dei Sacramenti e dei Riti dal 19 dicembre 1929. Fu quindi legato pontificio per le celebrazioni del centenario di Nostra Signora della Mercede a Savona, il 1º marzo 1936. Durante gli anni del cardinalato pubblicò un gran numero di studi e saggi su temi sociali ed economici.
Morì il 13 marzo 1938 all'età di 76 anni e venne sepolto nella cattedrale di Genova.

## Genealogia episcopale e successione apostolica
La genealogia episcopale è:
- Cardinale Scipione Rebiba
- Cardinale Giulio Antonio Santori
- Cardinale Girolamo Bernerio, O.P.
- Arcivescovo Galeazzo Sanvitale
- Cardinale Ludovico Ludovisi
- Cardinale Luigi Caetani
- Cardinale Ulderico Carpegna
- Cardinale Paluzzo Paluzzi Altieri degli Albertoni
- Papa Benedetto XIII
- Papa Benedetto XIV
- Papa Clemente XIII
- Cardinale Marcantonio Colonna
- Cardinale Giacinto Sigismondo Gerdil, B.
- Cardinale Giulio Maria della Somaglia
- Cardinale Carlo Odescalchi, S.I.
- Cardinale Costantino Patrizi Naro
- Cardinale Lucido Maria Parocchi
- Cardinale Andrea Carlo Ferrari
- Cardinale Carlo Dalmazio Minoretti

La successione apostolica è:
- Vescovo Giovanni Battista Anselmo, P.I.M.E. (1929)
- Vescovo Candido Domenico Moro, O.F.M. (1931)
- Vescovo Vittorio Consigliere, O.F.M.Cap. (1931)
- Vescovo Francesco Canessa (1937)